# 十日町市立中条小学校
十日町市立中条小学校（とおかまちしりつなかじょうしょうがっこう）は、新潟県十日町市中条にある市立小学校である。

## 概要